# 汪本貞
汪本貞（1915年—1977年），北京人，京劇琴師，以與裘盛戎的合作見知於世。
早年師從張春芳先生學唱京劇花臉（淨行），青春期變聲后，改學京劇胡琴（京胡），拜師張玖先生。
曾在京劇科班富連成做琴師，也曾給金少山、王泉奎等京劇表演藝術家伴奏。
1949年起展開與裘盛戎的長期合作，1952年隨出任北京京劇二團團長的裘到北京京劇二團工作，馬連良回中國后，北京京劇一團、北京京劇二團、北京京劇三團合併成北京京劇團（就是現在的北京京劇院），他在團裡工作。
主要操琴作品有新編古裝京劇《除三害》、《秦香莲》、《赵氏孤儿》、《林则徐》；越戰題材現代京劇（京劇現代戲）《南方来信》等的淨行唱腔。
文化大革命期間，曾參與樣板戲《沙家浜》的音樂創作。
宋士芳（中國國家1級演員）和葉瑾良是他的學生。
他的兒子汪叔夜從小學琴，青年時拉過中央樂團《交響音樂沙家浜》裡的京劇胡琴。
汪錦生是他的女兒。